# سوبرامانیاپورام
سوبرامانیاپورام (به تامیلی: Subramaniapuram) فیلمی هندی محصول سال ۲۰۰۸ و به کارگردانی ساسیکومار است. در این فیلم بازیگرانی همچون جای، ام. ساسیکومار، ساموتیراکانی، سواتی ردی و گانجا کاروپو ایفای نقش کرده‌اند.